# Теснівська сільська рада (Новоград-Волинський район)
Теснівська сільська рада (Тесновецька сільська рада) — колишня адміністративно-територіальна одиниця та орган місцевого самоврядування у Новоград-Волинському, Соколовському районах і Новоград-Волинській міській раді Волинської округи, Київської та Житомирської областей Української РСР з адміністративним центром у селі Теснівка.

## Населені пункти
Сільській раді на час ліквідації були підпорядковані населені пункти:
- с. Дубівка;
- с. Теснівка.

## Населення
Кількість населення ради, станом на 1923 рік, становила 2 179 осіб, кількість дворів — 427.
Кількість населення сільської ради, станом на 1924 рік, становила 2 387 осіб.

## Історія та адміністративний устрій
Створена 1923 року в складі с. Теснівка та колоній Борова, Граній Дуб (Ранній Дуб, згодом — Дубівка) і Олексіївка-Тесновецька (Олександрівка-Тесновецька) Романовецької волості Новоград-Волинського повіту Волинської губернії. 7 березня 1923 року включена до складу новоствореного Новоград-Волинського району Житомирської (згодом — Волинська) округи. 20 червня 1930 року передана до складу новоутвореного Соколовського району Волинської округи. 15 вересня 1930 року, відповідно до постанови ВУЦВК та РНК УСРР «Про ліквідацію округ та перехід на двоступеневу систему управління», сільську включено до складу Новоград-Волинського району Української СРР. 1 червня 1935 року, відповідно до постанови Президії ЦВК Української СРР «Про порядок організації органів радянської влади в новоутворених округах», сільську раду передано до складу Новоград-Волинської міської ради Київської області. На 1 жовтня 1941 року колонії Борова та Олександрівська-Тесновецька не перебували на обліку населених пунктів.
Станом на 1 вересня 1946 року сільська рада входила до складу Новоград-Волинської міської ради Житомирської області, на обліку в раді перебували села Ранній Дуб і Теснівка.
4 червня 1958 року, відповідно до указу Президії Верховної ради Української РСР «Про утворення Новоград-Волинського району Житомирської області», сільська рада увійшла до складу відновленого Новоград-Волинського району Житомирської області.
Ліквідована 12 серпня 1974 року, відповідно до рішення Житомирського облвиконкому № 342 «Про зміни в адміністративно-територіальному поділі окремих районів області в зв'язку з укрупненням колгоспів», територію та населені пункти ради приєднано до складу Несолонської сільської ради Новоград-Волинського району Житомирської області.